# Hayo Folkerts
Hayo Folkerts (* 24. Dezember 1871 in Emden; † 11. August 1946 in München) war ein deutscher Maschinenbauingenieur und Hochschullehrer.

## Leben
Hayo Folkerts studierte von 1893 bis 1900 Maschinenbau an der Technischen Hochschule Berlin-Charlottenburg, wo er Mitglied des Corps Berolina wurde, sowie an der Universität Berlin. 1907 wurde er an der RWTH Aachen Assistent bei Hugo Junkers, dessen Schwiegersohn er wurde. Nach seiner Habilitation wurde er in Aachen zu Beginn des Jahres 1909 Privatdozent für Bergwerksmaschinenkunde. 1922 wurde er zum Extraordinarius für Bergwerksmaschinenkunde ernannt, war seit 1923 Assistent am Lehrstuhl für Hüttenmaschinenkunde und erhielt 1927 die Stellung des Oberingenieurs. Ende März 1937 trat er in den Ruhestand ein.
In seiner Forschungs- und Lehrtätigkeit befasste er sich insbesondere mit der Prozessluftführung der Blasverfahren zur Stahlerzeugung. Obwohl nicht Mitglied der NSDAP oder anderer NS-Verbände, war er ab Ende Juli 1933 kommissarischer Hochschulobmann der Reichsfachschaft für Hochschullehrer im NS-Lehrerbund.

## Schriften
- Die Windführung beim Konverterfrischprozeß, 1924
- Geleitwort in: Wolf Adolf Euler: Die Gichtgas-Reinigung : Die wichtigsten Verfahren unter besonderer Berücksichtigung des Trockengasreinigungs-Verfahrens System Halbergerhütte-Beth sowie des Theisen-Desintegrator-Verfahrens, 1927